# 長野県道334号大平大峰沓掛線
長野県道334号大平大峰沓掛線（ながのけんどう334ごう おおだいらおおみねくつかけせん）は、長野県大町市を走る一般県道。起点から大町市大字社字宮本（長野県道51号大町明科線交点）までは通行不能となっている。

## 概要

### 路線データ
- 起点：大町市大字八坂字大平（長野県道55号大町麻績インター千曲線交点）
- 終点：大町市大字常盤字沓掛（大糸線安曇沓掛駅の西側、国道147号・長野県道496号あづみの公園大町線交点）

## 接続・交差する道路
- 長野県道55号大町麻績インター千曲線 - 大町市大字八坂字大平（起点）
- 長野県道51号大町明科線 - 大町市大字社字宮本（宮本交差点）
- 長野県道306号有明大町線新道 - 大町市大字常盤字沓掛（宮本橋の西側）
- 国道147号・長野県道496号あづみの公園大町線 - 大町市大字常盤字沓掛（終点）

## 周辺
- 大糸線安曇沓掛駅